# Eos Airlines
Eos Airlines war eine US-amerikanische Fluggesellschaft, die nur All-Business-Class Langstreckenflüge anbot.

## Geschichte
Eos Airlines wurde von dem früheren amerikanischen British-Airways-Manager David Spurlock gegründet, um ausschließlich Business-Class-Flüge anzubieten. Sie nahm ihren Betrieb im Herbst 2005 auf der Strecke New York JFK – London Stansted mit einem ehemaligen Mexicana-Flugzeug auf. Mit einem ähnlichen Konzept begannen MAXjet Airways und Silverjet, allerdings mussten beide Wettbewerber inzwischen Insolvenz anmelden und haben den Flugbetrieb eingestellt.
Eos Airlines gab am 26. April 2008 bekannt, den Flugbetrieb zum 27. April 2008 vollständig einzustellen.

## Flugziele
Eos Airlines flog im Sommerflugplan 2008 viermal täglich von New York-JFK nach London-Stansted, zusätzlich wurden einige exklusive Charterflüge durchgeführt.

## Flotte
Mit Stand Mai 2008 setzte sich die Flotte der Eos Airlines aus sieben Boeing 757-200 zusammen.
Zusätzlich zu den sechs ehemaligen Mexicana-Flugzeugen sollte eine Aeroméxico Boeing 757-200 übernommen werden. Aufgrund der Einstellung des Flugbetriebs kam es dazu nicht mehr.